# تپه‌حصار
تپه‌حصار در جنوب شهر دامغان قرار گرفته‌است. قدمت تمدن پیش از تاریخ این تپه از هزارهٔ چهارم تا هزارهٔ اول پیش از میلاد می‌رسد. در تپه‌حصار سه طبقهٔ متمایز مربوط به دوران پیش از تاریخ تشخیص داده شد که هر کدام از این سه طبقه نیز به تقسیمات کوچک‌تری طبقه‌بندی شده‌اند. اکنون مسیر ریل راه‌آهن تهران به مشهد از قسمتی از محوطهٔ این اثر تاریخی می‌گذرد که مانع ثبت جهانی این اثر شده‌است.

## طبقات سه‌گانه
شامل دوره‌های زیر است:
- حصار I شامل سه قسمت الف، ب و ج
- حصار II شامل دو قسمت الف و ب
- حصار III شامل سه قسمت الف، ب و ج

طبقهٔ سوم الف در تپه حصار دارای سفال خاکستری یا سیاه درخشان است که نشانهٔ عصر آهن در ایران است. در بین مردمان این دوره فلزکاری معمول بوده‌است و این امر از شمار اشیاء یافت‌شده در این تپه کاملاً مشخص است. مردمی که برای اولین بار ساکن این تپه شدند، شهرنشین بودند و اقتصاد آن‌ها بر کشاورزی، دامپروری و صنعت‌گری تکیه داشت.
مطابق آمار تهیه شده، مردگان به جانب مشرق یعنی رو به سوی طلوع آفتاب خوابانده شده‌اند، از این رو معلوم می‌شود خورشید یکی از خدایان مهم این مردم به‌شمار می‌رفته که با ظهور ظروف سیاه‌رنگ، این قاعده ترک شده و در کنار مردگان، اشیاء مختلفی از قبیل ظروف سفالی، آلات و ادوات برنزی و گاهی سلاح‌های جنگی قرار داده‌اند.
در دورهٔ دوم و اوایل دورهٔ سوم، تغییرات شدیدی در رنگ، جنس، ساختمان ظروف و طرز به خاک سپردن مردگان حاصل شده‌است، به گونه‌ای که به نظر می‌رسد مردم تپه‌حصار در این زمان مورد هجوم واقع شده‌اند و چون ظروف سیاه‌رنگ دورهٔ سوم شباهت کامل به ظروف پیش از تاریخ نواحی شمالی ایران دارد، می‌توان چنین نتیجه گرفت که این هجوم از طرف شمال یعنی از جانب ترکمن‌صحرا به ایران شده‌است. هرچه به طرف جنوب نزدیک می‌شویم آثار ظروف سیاه‌رنگ مهاجمان کمتر دیده می‌شود.
در اواخر دوران نوسنگی سکونت‌گاهی در تپه‌حصار (دوره‌های ۱الف و ۲ب) تشکیل شد که امروزه نشانه‌های چندانی از خانه‌های آن باقی نمانده‌است. این خانه‌ها را از خشت خام و با قاعده‌های مستطیلی ساخته بوده‌اند. دیوارهای دورهٔ ۲ب نیز در فواصل منظم، پشت‌بند بیرونی داشته‌اند. در کف خانه‌ها مرده‌ها به صورت نامنظم دفن می‌شدند و در کنار آن‌ها اشیاء تزئینی دفن شده که تعداد آن‌ها برای مرده‌های مختلف متفاوت است و تعددشان احتمالاً نشانهٔ قدرت و ثروت ایشان بوده‌است. برای برخی مردگان هم گور صندوقی خشتی ساخته بوده‌اند. مردان و زنان با اشیاء یکسان دفن شده‌اند و شاید این امر نشان‌دهندهٔ این است که یک موقعیت اجتماعی داشته‌اند. اجزایی چون اجاق، تاقچه، و گربه‌رو هم در داخل اتاق‌ها بوده‌اند.

## وضع کنونی

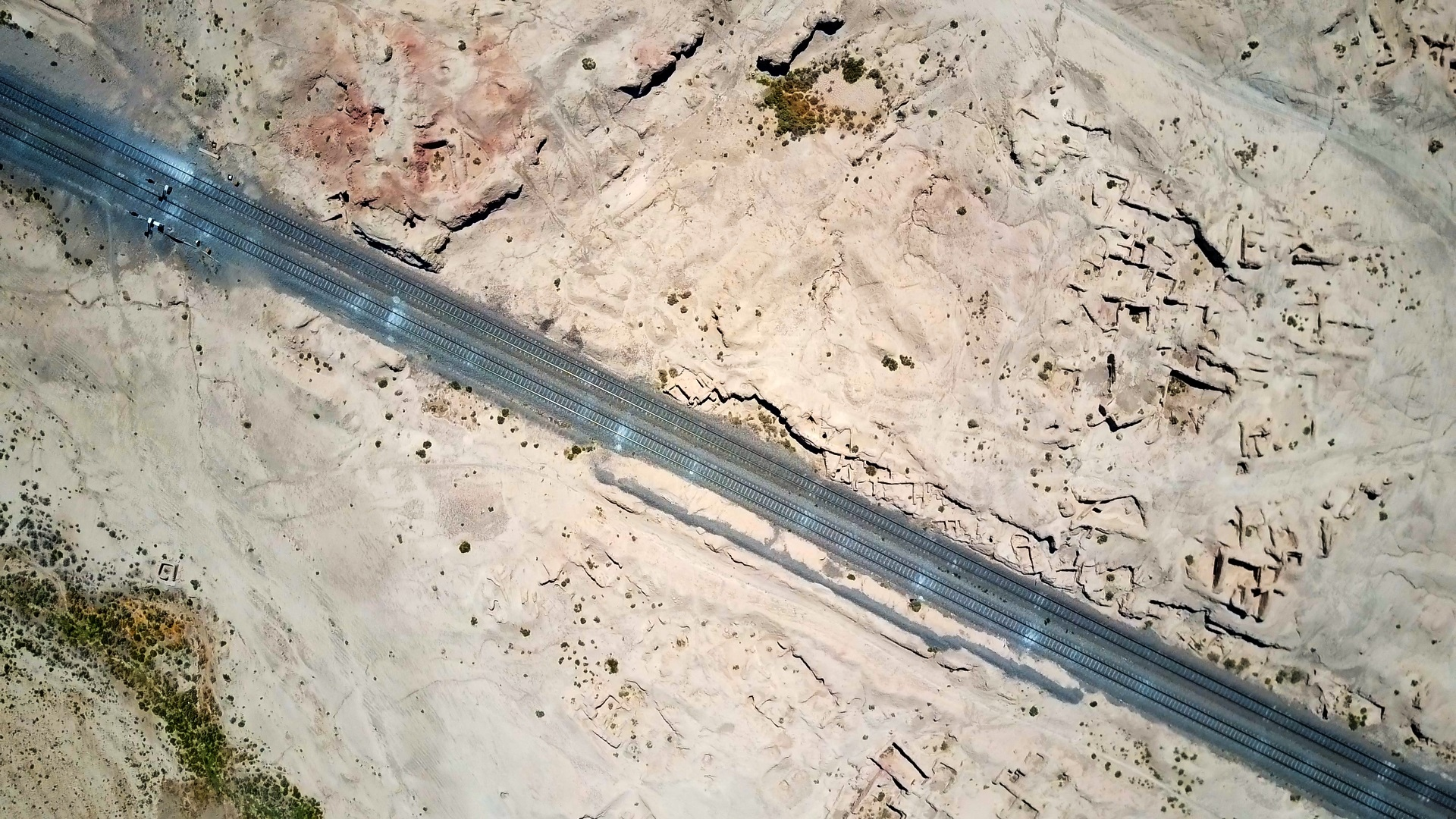
مسیر خط راه‌آهن از میان تپه حصار

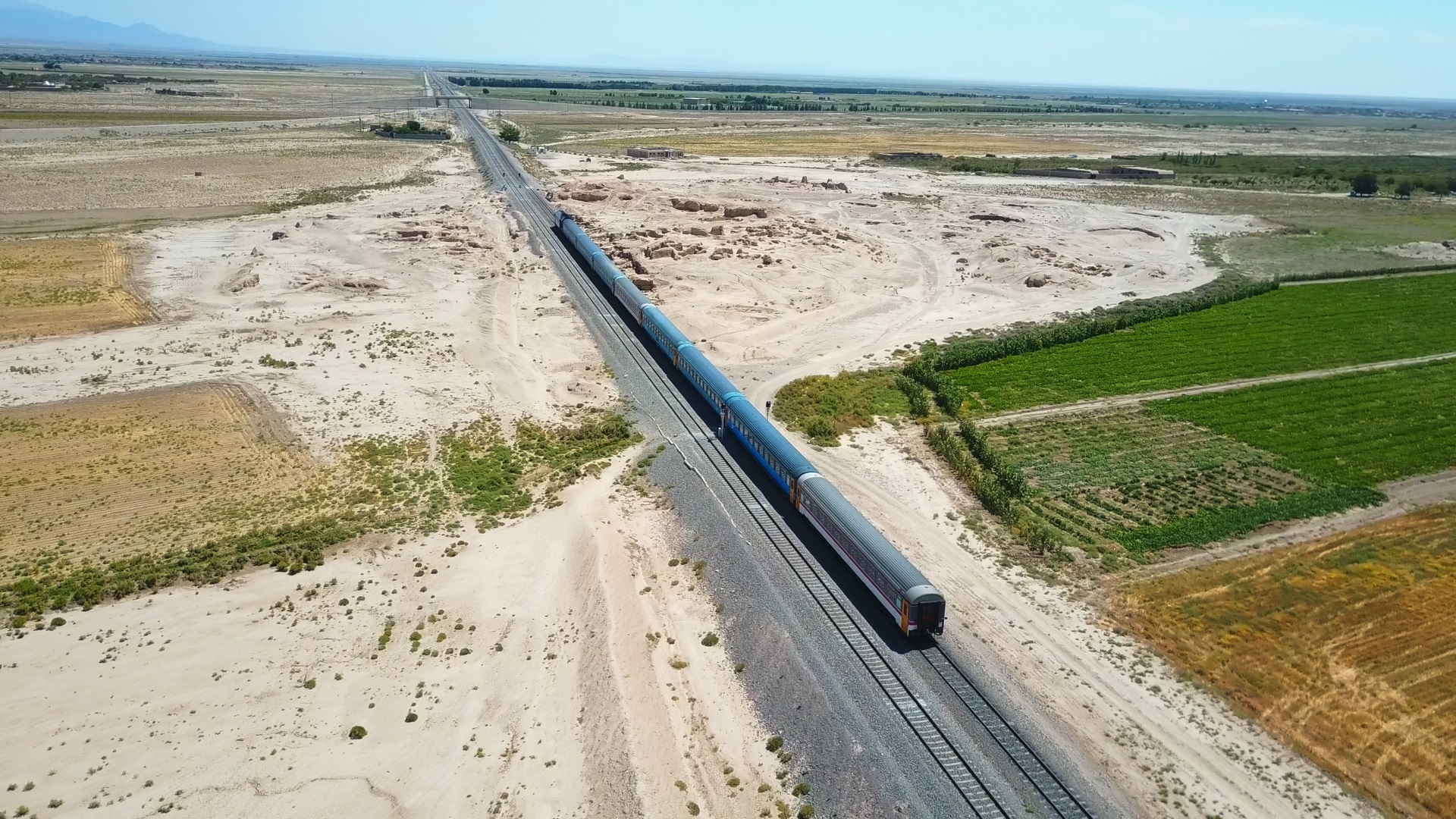
عبور قطار از وسط اثر باستانی تپه حصار

مسیر ریل راه‌آهن تهران به مشهد از قسمتی از محوطهٔ این اثر تاریخی می‌گذرد که مانع ثبت جهانی این اثر شده‌است.
تکه‌های سفال دست‌ساخت خرد شدهٔ با ارزش تاریخی در جای‌جای تپه پراکنده و در معرض نابودی بر اثر فرسایش آب و باد و تغییرات دمایی و مهم‌تر شکستن زیر پای عابران است. هم‌اکنون تابلوی راهنما و نگهبان در محوطهٔ تپه هم وجود ندارد. جا دارد برنامه‌ای برای گردآوری فوری و احیاء سفال‌ها تهیه و اجرا شود.

## نگارخانه

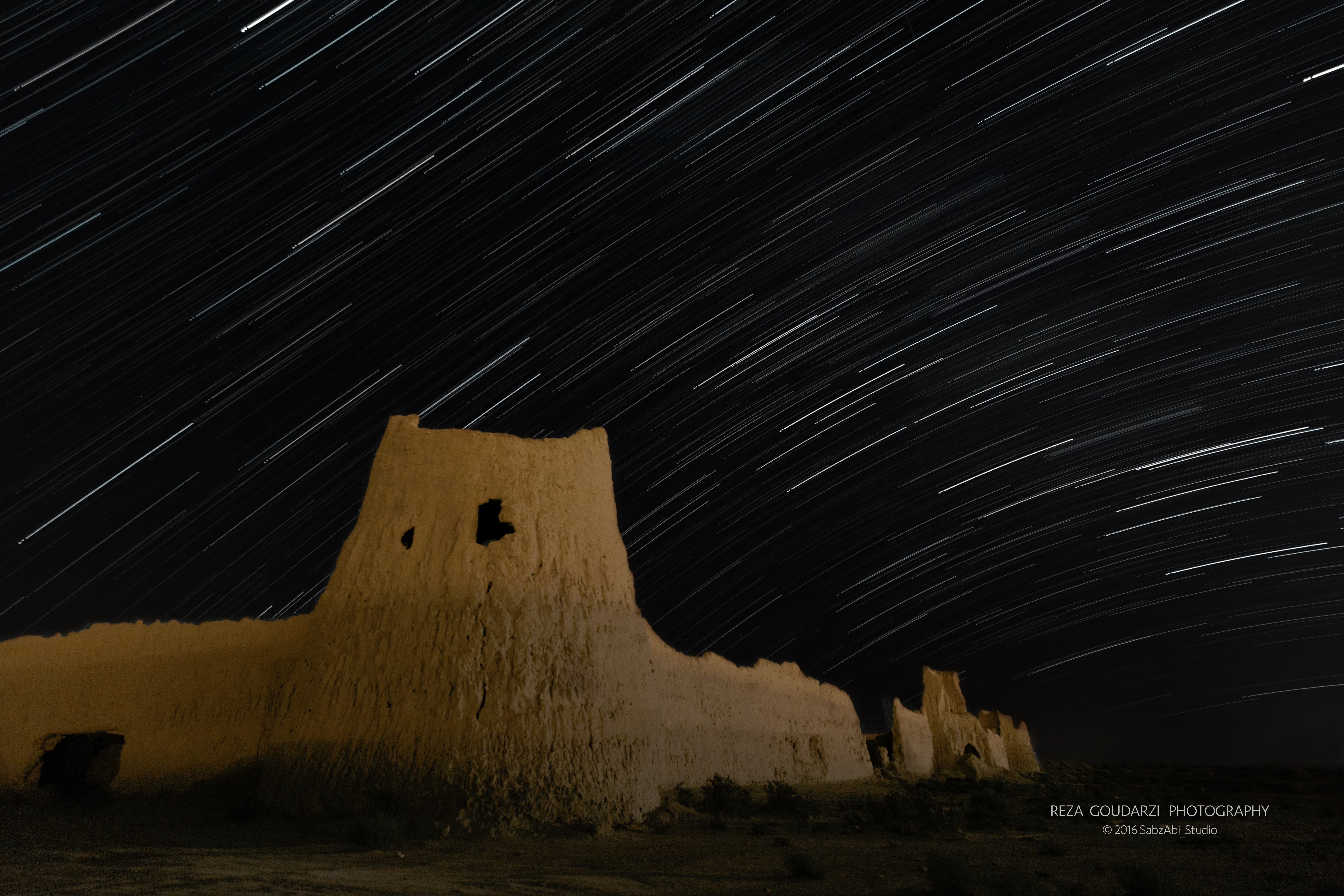
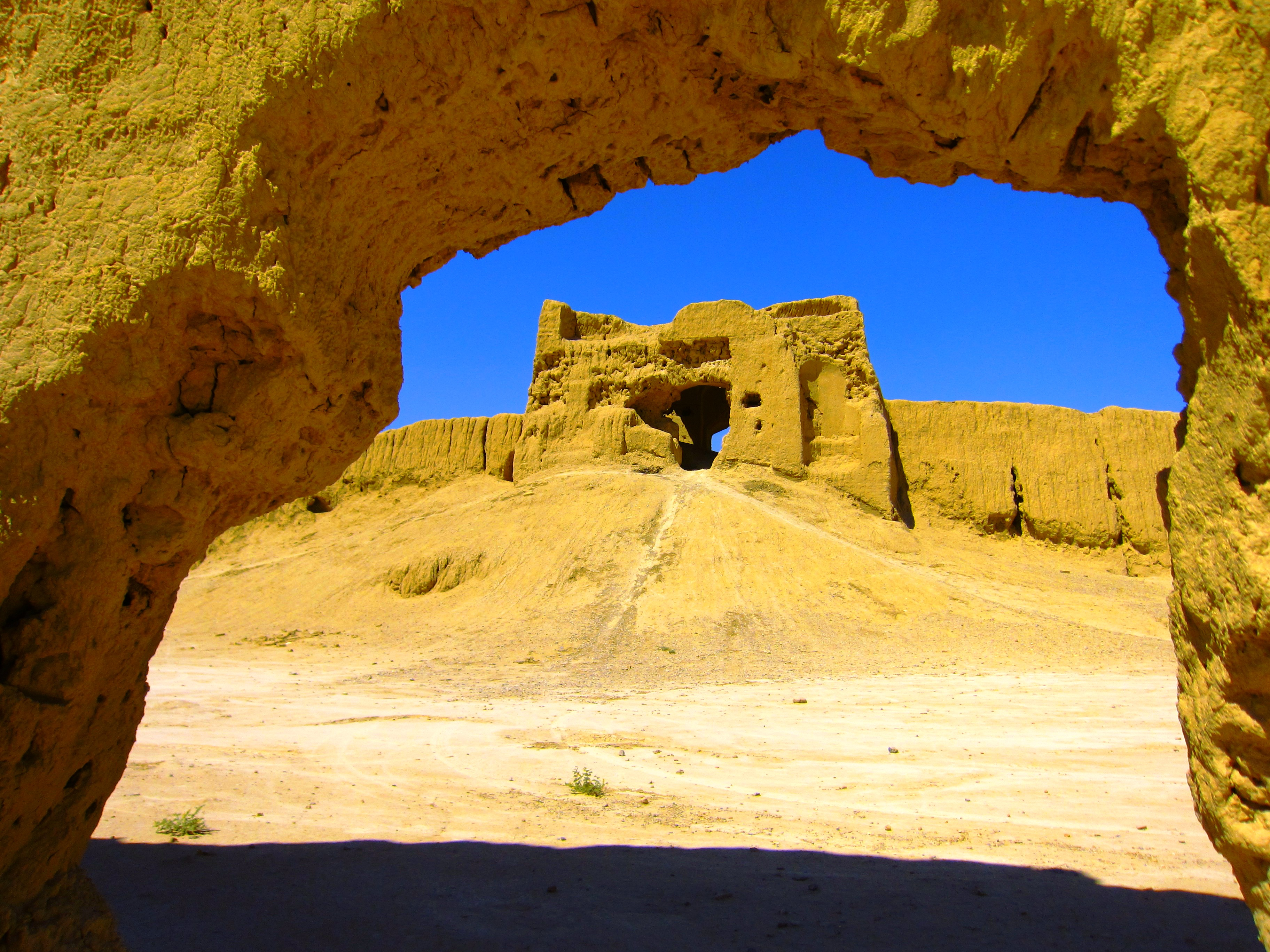
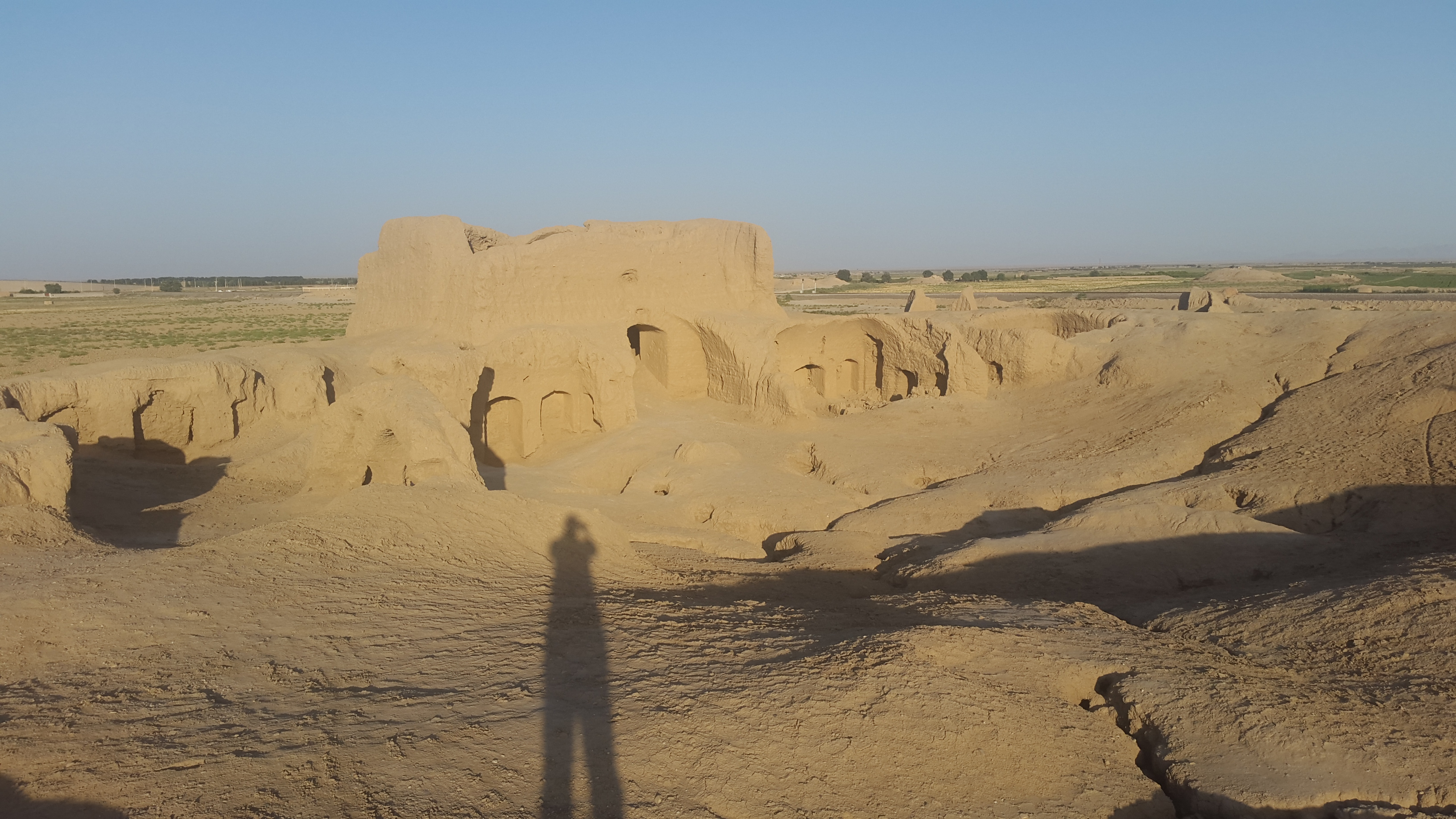
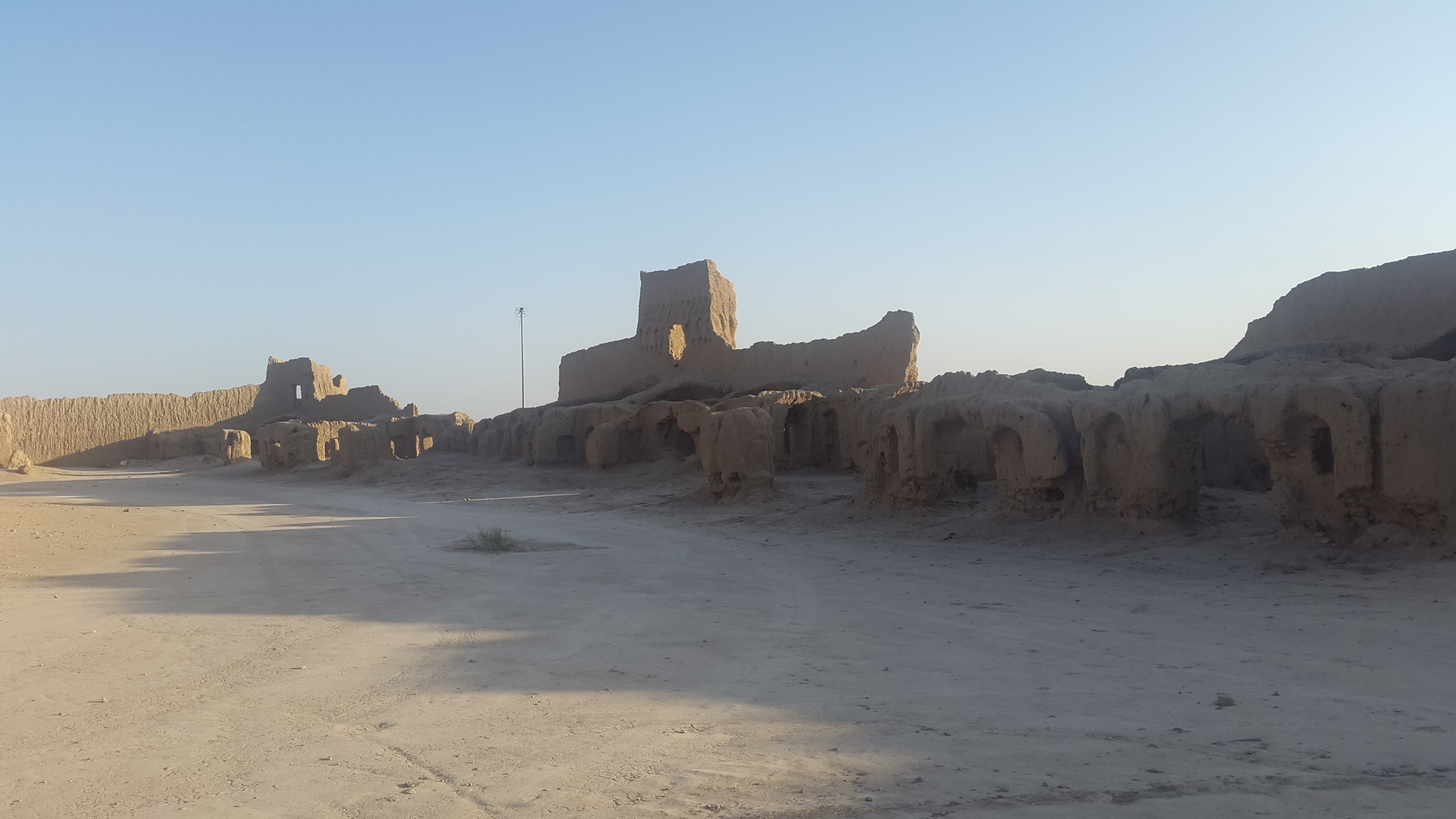
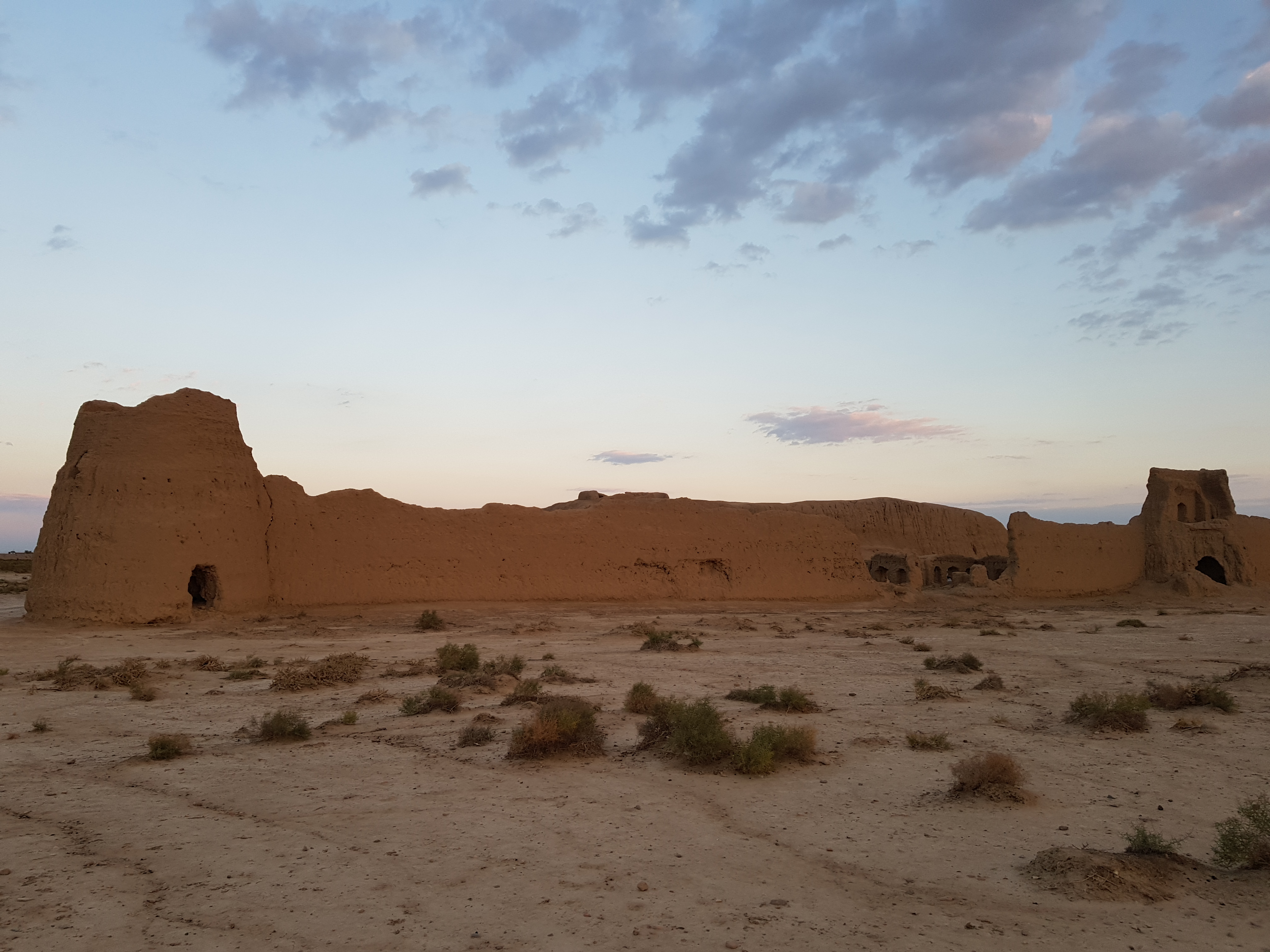

نمای کلی درونی از تپه حصار